# Mariusz Podkościelny
Mariusz Podkościelny (ur. 29 kwietnia 1968 w Gdańsku) – polski pływak, kraulista (jego koronnym dystansem jest 1500 m), olimpijczyk z Seulu (1988) i Barcelony (1992). Wielokrotny mistrz, rekordzista i reprezentant Polski, brązowy medalista mistrzostw Europy.

## Kariera sportowa
Był zawodnikiem AZS-AWF Gdańsk (1975-1992), w latach 1986-1988 trenował w Mission Viejo Nadadores, w latach 1988-1992 występował w drużynie University of Arizona, gdzie ukończył także w 1993 studia ekonomiczne. Po studiach pracował jako trener na macierzystym uniwersytecie (1993-1996), następnie pracował w Oregon State University (1996-2003) i od 2003 na University of Miami. Jego żona, Dagmara, z d. Grzeszczak jest dwukrotną mistrzynią Polski w pływaniu na dystansie 400 m stylem zmiennym (1995, 1996).

### Igrzyska Olimpijskie
Dwukrotnie startował na Igrzyskach Olimpijskich. Na Igrzyskach Olimpijskich w Seulu (1988) wystartował w trzech konkurencjach. Na 200 m stylem dowolnym awansował do finału B z czasem 1:50.95 i zajął w nim 6. miejsce, z czasem 1:51.63. Na 400 m stylem dowolnym wygrał kwalifikacje, bijąc rekord olimpijski czasem 3:49.68, a w finale zajął 5. miejsce, z czasem 3:48.59 (w wyścigu tym inny Polak, Artur Wojdat zdobył brązowy medal). Na 1500 m stylem dowolnym zakwalifikował się do finału z piątym czasem eliminacji 15:11.19 (równocześnie rekordem Polski), a w finale był również piąty, z czasem 15:14.76.
Na Igrzyskach Olimpijskich w Barcelonie (1992) startował w trzech konkurencjach. Na 400 m stylem dowolnym awansował do finału B z czasem 3:52.07 i zajął w nim 7. miejsce z czasem 3:54.56. Na 1500 m stylem dowolnym odpadł w eliminacjach z czasem 15:25.42. W sztafecie 4 × 200 m stylem dowolnym (razem z Artur Wojdatem, Krzysztofem Cwaliną i Piotrem Albińskim) odpadł w eliminacjach z czasem 7:29.59 (trzynasty czas tej rundy).

### Mistrzostwa świata
mistrzostwach świata na długim basenie w 1991 startował w trzech konkurencjach. W wyścigu na 400 m stylem dowolnym zakwalifikował się z 16 czasem (3:58,07) do finału B, w którym nie wziął jednak udziału. Na 1500 m stylem dowolnym odpadł w eliminacjach z czasem 16:04,76. W sztafecie 4 × 200 m zajął z drużyną 8. miejsce z czasem 7:27,18 (partnerami byli Artur Wojdat, Maciej Soszyński i Bolesław Szuter).

### Mistrzostwa Europy
Na mistrzostwach Europy w 1989 zdobył brązowe medale na 400 m stylem dowolnym, z czasem 3:49,29 (zwycięzcą został Artur Wojdat) oraz 1500 stylem dowolnym, z czasem 15:19.29. Ponadto na mistrzostwach Europy w 1987 zajął 5. miejsce na 400 m stylem dowolnym, z czasem 3:53,97 (czwarte miejsce zajął Artur Wojdat) i 5. miejsce na 1500 stylem dowolnym, z czasem 15:19.43, na mistrzostwach Europy w 1991 zajął 7. miejsce na 400 m stylem dowolnym, z czasem 3:53.21 (drugie miejsce zajął Artur Wojdat). W sztafecie 4 × 200 m stylem dowolnym zajął 6 m. w 1989 i 4 m. w 1991.

### Mistrzostwa Polski
Na mistrzostwach Polski na długim basenie wywalczył 21 medali, w tym siedem złotych, z czego dwa złote indywidualnie.
- 50 m stylem dowolnym: 3 m. (1986)
- 100 m stylem dowolnym: 1 m. (1986)
- 200 m stylem dowolnym: 1 m. (1986), 2 m. (1987)
- 400 m stylem dowolnym: 2 m. (1986), 2 m. (1989)
- 4 x 100 m stylem dowolnym: 2 m. (1984), 3 m. (1985), 2 m. (1986), 2 m. (1987), 1 m. (1989)
- 4 x 200 m stylem dowolnym: 1 m. (1984), 3 m. (1985), 2 m. (1986), 1 m. (1987), 1 m. (1989)
- 4 x 100 m stylem zmiennym: 3 m. (1984?), 2 m. (1986), 1 m. (1987), 2 m. (1989)
- 200 m stylem klasycznym: 4 m./3 m. wśród zawodników polskich (1984)

### Mistrzostwa USA
Na akademickich mistrzostwach USA (NCAA} zdobył złoty medal w 1989 na 1650y, na mistrzostwach USA zdobył 3 złote medale: 200 m stylem dowolnym (1987 - wiosna), 400 y stylem dowolnym (1987 - wiosna), 1000 y stylem dowolnym (1987 - wiosna).

### Rekordy Polski
Dwukrotnie był rekordzistą Polski na 400 m stylem dowolnym, czterokrotnie na 1500 m stylem dowolnym (jego rekord: 15:11,19 z Igrzysk Olimpijskich w Seulu poprawił dopiero w 2005 Mateusz Sawrymowicz), 4 razy w sztafecie 4 × 200 m stylem dowolnym.